# フィフス ファントム サーガ
『フィフス ファントム サーガ』（Fifth Phantom Saga）は、2005年5月17日にセガのプレイステーション3参入ソフト第1弾として発表されたものの、発売中止となったファーストパーソン・シューティングゲーム（FPS）ソフトである。

## 概要
2005年9月の東京ゲームショウ2005のセガブースで開催された「SEGA THE Future! SPECIAL」では開発責任者である中裕司が「FPSに新たな風を吹き込む」とコメントし、これまでにセガが出してこなかったFPSというゲームジャンルへの挑戦（ゲームのタイトルの略称もジャンル名と同じである『FPS』である）と、新世代機であるプレイステーション3の性能を活かしたハイレベルの映像美を売り物にしていた。
しかし、その後これといった動きのないまま公式サイトが閉鎖され、中祐司もセガから関連子会社「プロペ」へ出向独立。そのため本作の発売は中止になったのではないかと言われているが、セガからの一般への公式発表は一切ない。ただし、2008年9月になってゲーム雑誌「ファミ通」のゲーム発売予定一覧表の欄外で「発売中止」との告知が出されて一覧表からタイトルが外されたため、正式に発売中止を認めたと思われる。